# Godzilla X Megaguirus
Pour les articles homonymes, voir Godzilla.
Série Millenium
Godzilla 2000
(1999) Godzilla, Mothra et King Ghidorah
(2001)
Pour plus de détails, voir Fiche technique et Distribution.
Godzilla X Megaguirus (ゴジラ × メガギラス G消滅作戦, Gojira tai Megagirasu: Jī shōmetsu sakusen) est un film japonais réalisé par Masaaki Tezuka, sorti en 2000. Il s'agit du 2ème film de l'ère Millenium. Ce film est la suite de Godzilla : Millenium.

## Synopsis
Des insectes géants semblables à des libellules s'échappent d'un trou noir interdimensionnel et attaquent Tokyo. Ils finissent par s'attaquer à Godzilla. Godzilla parvient à les repousser mais les insectes finissent par fusionner en une seule créature, Megaguirus, capable d'absorber et rejeter l'énergie grâce aux crochets au bout de son abdomen.

## Fiche technique
- Titre : Godzilla X Megaguirus
- Titre original : ゴジラ × メガギラス G消滅作戦 (Gojira tai Megagirasu: Jî shômetsu sakusen
- Titre anglais : Godzilla vs Megaguirus
- Réalisation : Masaaki Tezuka
- Scénario : Hiroshi Kashiwabara et Wataru Mimura
- Production : Shogo Tomiyama
- Musique : Akira Ifukube et Michiru Oshima
- Photographie : Inconnu
- Montage : Shinichi Fushima
- Pays d'origine : Japon
- Langue : Japonais
- Format : Couleurs - 1,85:1 - Stéréo - 35 mm
- Genre : Action et science-fiction
- Durée : 105 minutes
- Date de sortie : 16 décembre 2000 (Japon)

## Distribution
- Misato Tanaka : Kiriko Tsujimori
- Shosuke Tanihara : Hajime Kudo
- Masatô Ibu : Motohiko Sugiura
- Yuriko Hoshi : Yoshino Yoshizawa
- Toshiyuki Nagashima : Takuji Miyagawa
- Tsutomu Kitagawa : Godzilla
- Minoru Watanabe : Megaguirus
- Kôichi Ueda : Un officiel du gouvernement
- Kôichi Yamadera : Un enfant invité à la télévision
- Yūsaku Yara : Narrateur

## Autour du film
- Bien qu'ils ne se ressemblent pas, le Meganulon du film est basé sur les Meganulons qui attaquent les villageois dans un classique de la Toho réalisé en 1956, Rodan.
- Le saut géant effectué par Godzilla contre Megaguirus durant la bataille finale est un hommage de l'acteur Tsutomu Kitagawa aux cascades que l'on peut voir dans les sentai de la Toei.
- C'est le dernier film de la série dans lequel Godzilla est réellement vert.
- Certaines images d'archives ont dû être refaites à la suite du changement d'apparence de Godzilla avec l'original de 1954.